# Zgodovina Evropske unije
Evropska unija je geopolitična tvorba, ki zavzema velik del evropskega kontinenta in je bila ustanovljena na podlagi več pogodb. Prvotno je imela 6 držav članic, danes pa jih ima 28, kar je večina vseh držav v Evropi.
Kljub idejam o federaciji, konfederaciji ali carinski uniji, je prvotni nastanek Evropske unije temeljil na nadnacionalnem nadzoru, ki bi "vojno naredil za nepojemljivo in stvarno nemogočo" in bi krepil demokracijo pri državah članicah. Ko so Robert Schuman in ostali voditelji predlagali v Schumanovi deklaraciji (1950) in Evropski deklaraciji (1951).
Ta načrt je bil poglaviten pri Evropske skupnosti za premog in jeklo (ESPJ) (1951), Pariški pogodbi (1951) in kasneje pri Rimski pogodbi (1958), ki je vzpostavila Evropsko gospodarsko skupnost (EGS) in Evropsko skupnost za jedrsko energijo (EURATOM). ESPJ in EGS sta bili kasneje združeni znotraj Evropske unije, EURATOM pa uradno še vedno deluje neodvisno, vendar si z Evropsko unijo deli več članic in institucij.
Z Maastrichtsko pogodbo (1992) je bila ustanovljena Evropska unija s svojo tristebrno strukturo, ki poleg Evropske skupnosti vključuje tudi zunanje in notranje zadeve. To je vodilo do nastanka enotne evropske valute, Evra (uveden 1999). Maastrichtska pogodba je bila kasneje dopolnjena in nadgrajena z Amsterdamsko pogodbo (1997), Pogodbo iz Nice (2001) in Lizbonsko pogodbo (2007).

## Ideje o evropski združitvi pred letom 1945
Velika območja Evrope so v zgodovini že bila združena s silo. Prvič z Rimskim imperijem, nato z Bizantinskim cesarstvom, Frankovskim cesarstvom, Prvim Francoskim cesarstvom in nacistično Nemčijo.
Do določene mere je z dinastičnimi zavezništvi prihajalo tudi do mirnih združitev evropskih območij. Manj pogoste so bile notranje državne unije, kot pri  Poljsko-Litvanski skupnosti ali Avstro-Ogrski.

## 2004–danes: Sodobna zgodovinska
1. ↑  »Schuman Project«. schuman.info.
2. ↑  »Schuman Project«. schuman.info.
3. ↑  »Schuman Project«. schuman.info.
4. ↑  »The World Factbook«. cia.gov. Arhivirano iz prvotnega spletišča dne 11. junija 2020. Pridobljeno 27. novembra 2016.